# Dendronephthya zanzibarensis
Dendronephthya zanzibarensis är en korallart som beskrevs av Thomson och Henderson 1906. Dendronephthya zanzibarensis ingår i släktet Dendronephthya och familjen Nephtheidae. Inga underarter finns listade i Catalogue of Life.